# Кастелето д'Орба
Кастелѐто д'О̀рба (на италиански: Castelletto d'Orba; на пиемонтски: Castlet d'Orba, Кастълет д'Орба, на местен диалект: Casteleto, Кастелето) е село и община в Северна Италия, провинция Алесандрия, регион Пиемонт. Разположено е на 200 m надморска височина. Населението на общината е 2069 души (към 2014 г.).